# Satcom 1
O Satcom 1 foi um satélite de comunicação geoestacionário construído pela GE Astro, ele esteve localizado na posição orbital de 80 graus de longitude oeste e era operado pela RCA Satcom. O satélite foi baseado na plataforma AS-3000.

## História
O satélite de comunicação comercial Satcom 1 foi projetado para transmitir áudio, dados, fax e mensagens de telex para o Alasca, Havaí, e território continental dos Estados Unidos. O sistema de comunicações usadava uplink de 6 GHz e sinais de downlink de 4 GHz. A intercalação de frequência e polarização dos canais separados foi empregada para atingir 24 canais, cada um com uma largura de banda utilizável de 36 MHz na atribuição de 500 MHz. Um feixe amplo foi usado para fornecer comunicações em todos os 24 canais com o Alasca e os 48 estados continentais do EUA. Um feixe local desde as comunicações em 12 dos canais com o Havaí. O satélite foi lançado com sucesso e colocado em uma órbita geoestacionária com todos os sistemas funcionando de forma satisfatória. Ele foi posicionado a cerca de 119 graus de longitude oeste, acima do equador.

## Lançamento
O satélite foi lançado com sucesso ao espaço no dia 12 de dezembro de 1975, às 01:56:00 UTC, por meio de um veículo Delta-3914, lançado a partir da Estação da Força Aérea de Cabo Canaveral, na Flórida, Estados Unidos. Ele tinha uma massa de lançamento de 868 kg.

## Capacidade e cobertura
O Satcom 1 era equipado com dispositivos que forneciam serviços de áudio, dados, fax e mensagens de telex para o Alasca, Havaí, e território continental dos Estados Unidos.